# Daniel Nikolaus Runge

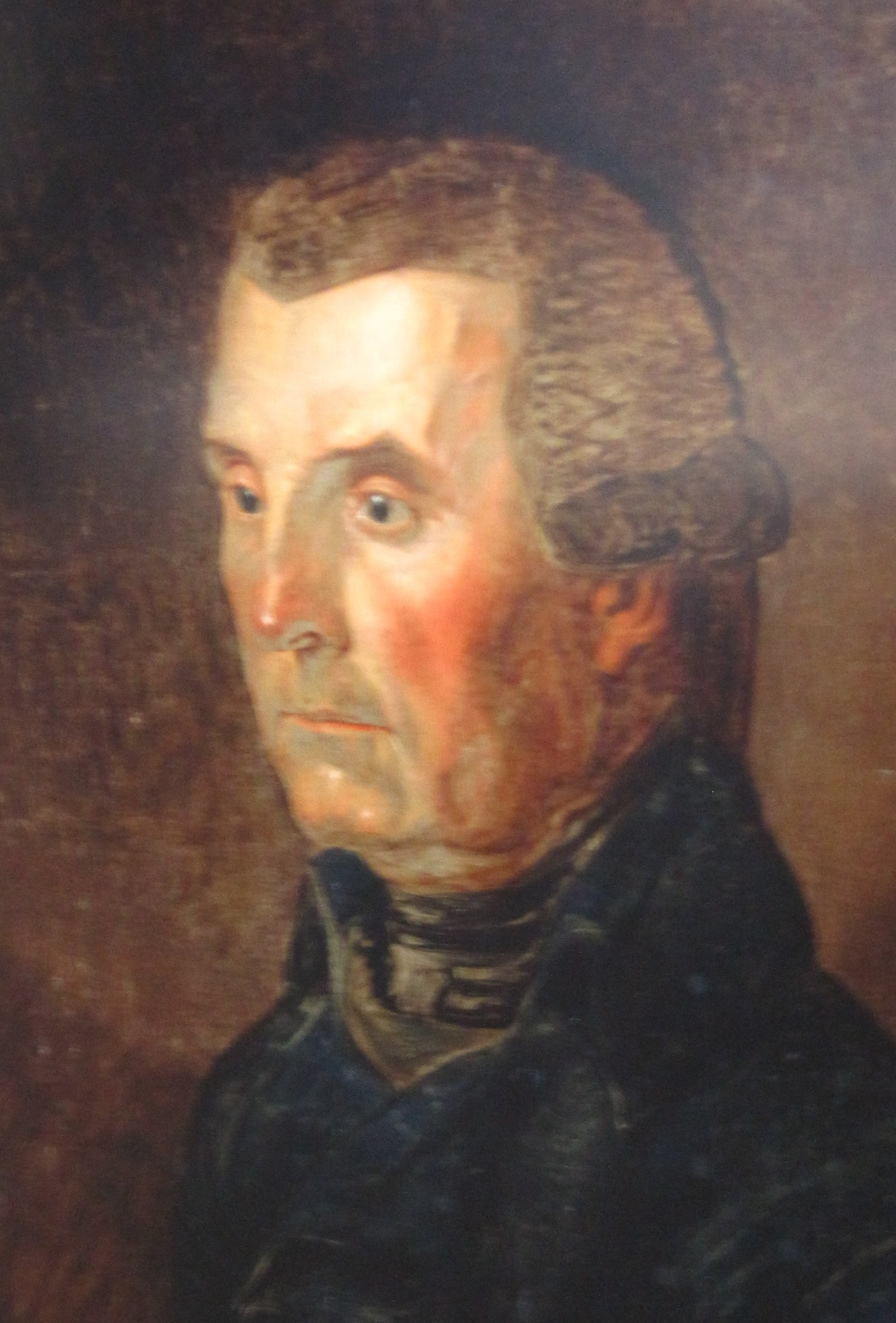
Daniel Nikolaus Runge. (Gemalt von dessen Sohn Philipp Otto)

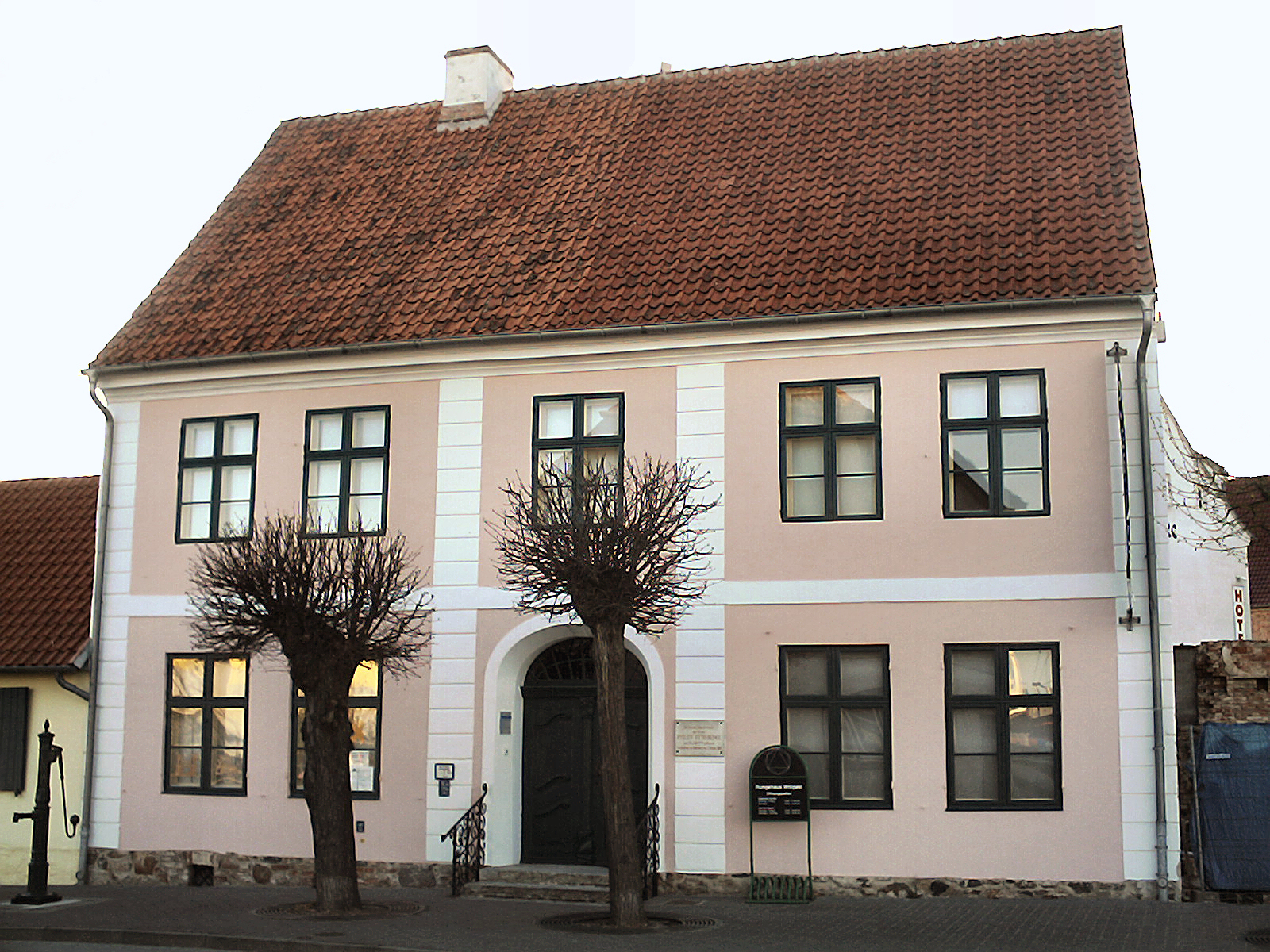
Das Wohnhaus der Familie Runge in Wolgast (heute Museum)

Daniel Nikolaus Runge (* 30. Dezember 1737 in Wolgast; † 22. September 1825 ebenda) war ein Reeder und Kaufmann in Wolgast. Er war der Vater des Malers Philipp Otto Runge.

## Familie
Daniel Nikolaus war der Sohn des Hauszimmermeisters Nicolaus Runge (1700–1766), der aus Lobbe von der Halbinsel Mönchgut auf Rügen stammte, und der Maria Ilsabe Hagemann († 1788).
Daniel Nikolaus Runge war mit Magdalena Dorothea (* 7. Juni 1737; † 31. Mai 1818) verheiratet, der Tochter des Wolgaster Huf- und Waffenschmieds Daniel Christian Müller und der Martha Deuth, verwitwete Siewert.
Das Paar hatte elf Kinder:
1. Maria Elisabeth (* 14. August 1763; † 21. März 1839), unverheiratet.
2. Ilsabe (Elisabeth) Dorothea (* 30. Oktober 1764; † 6. Oktober 1810), seit 1787 verheiratet mit dem Pächter Hermann Jacob Christian Ernst Helwig in Mecklenburg. Später Gutsbesitzerin in Dahlen und Dishley in Mecklenburg-Strelitz. Die Tochter Wilhelmine (1791–1820)[1] war mit dem Freiherrn August Friedrich von Langermann und Erlencamp (1788–1863) verheiratet. Deren Tochter war Christine verheiratete Rauck.
3. Regina Charlotte (* 25. Juni 1766; † 8. Juli 1784).
4. Johann Daniel (* 29. November 1767; † 12. März 1856), Kaufmann. War seit 1822 mit Mine Behrmann (1783–1862), der Tochter eines Hamburger Archidiakons, verheiratet. Gab die hinterlassenen Schriften seines Bruders Otto heraus.
5. Anna Christine (* 21. Oktober 1769; † 9. April 1827).
6. Jacob Friedrich (* 12. August 1771; † 7. Juni 1811), Kaufmann in Wolgast. Gründete 1802 dort die erste Tabakmanufaktur.
7. David Jochim (* 19. Juli 1773; † 27. Januar 1843), Pächter in Mecklenburg. Er war mit der Gutspächtertochter Sophie Otto (1785–1853) verheiratet. Sein Sohn Daniel (1804–1864) war 1848/50 Mitglied der mecklenburgischen Abgeordnetenversammlung. Seine Tochter Pauline (1807–1887) war mit Wilhelm Mussehl verheiratet.
8. Karl Gustav (* 18. Dezember 1774; † 19. Dezember 1777).
9. Philipp Otto (* 23. Juli 1777; † 2. Dezember 1810).
10. Karl Hermann (* 12. Januar 1779; † 13. Juni 1863), Pächter in Mecklenburg.
11. Gustav (* 13. Dezember 1781; † 1. März 1870), Ackerbürger in Wolgast.

## Familienbilder

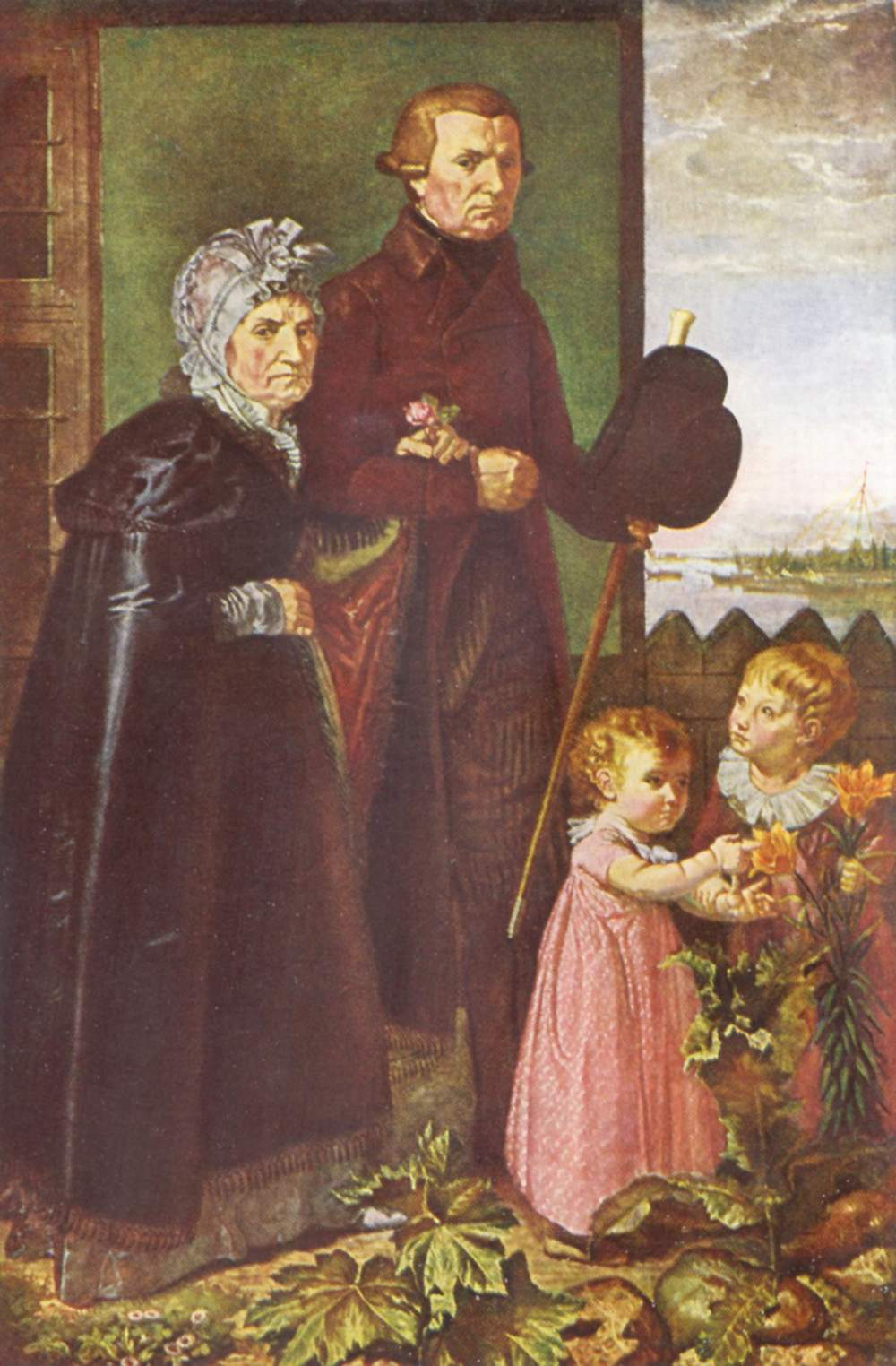
Daniel Nikolaus mit seiner Ehefrau Magdalena Dorothea und den Enkeln Otto Sigismund, Sohn des Malers, und dem zwei Jahre älteren Friedrich, Sohn von Johann Daniel
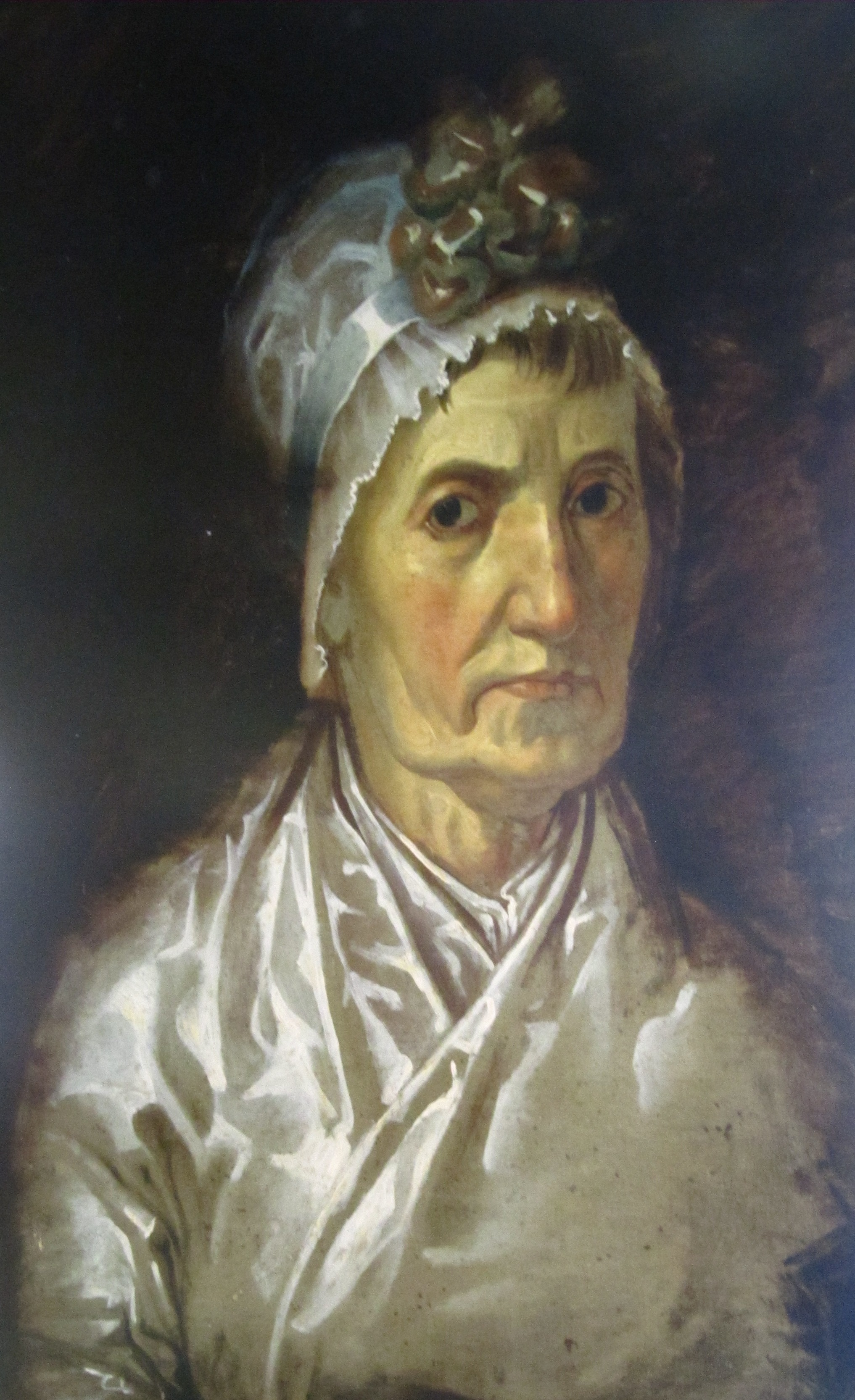
Magdalena Dorothea, Ehefrau von Daniel Nikolaus
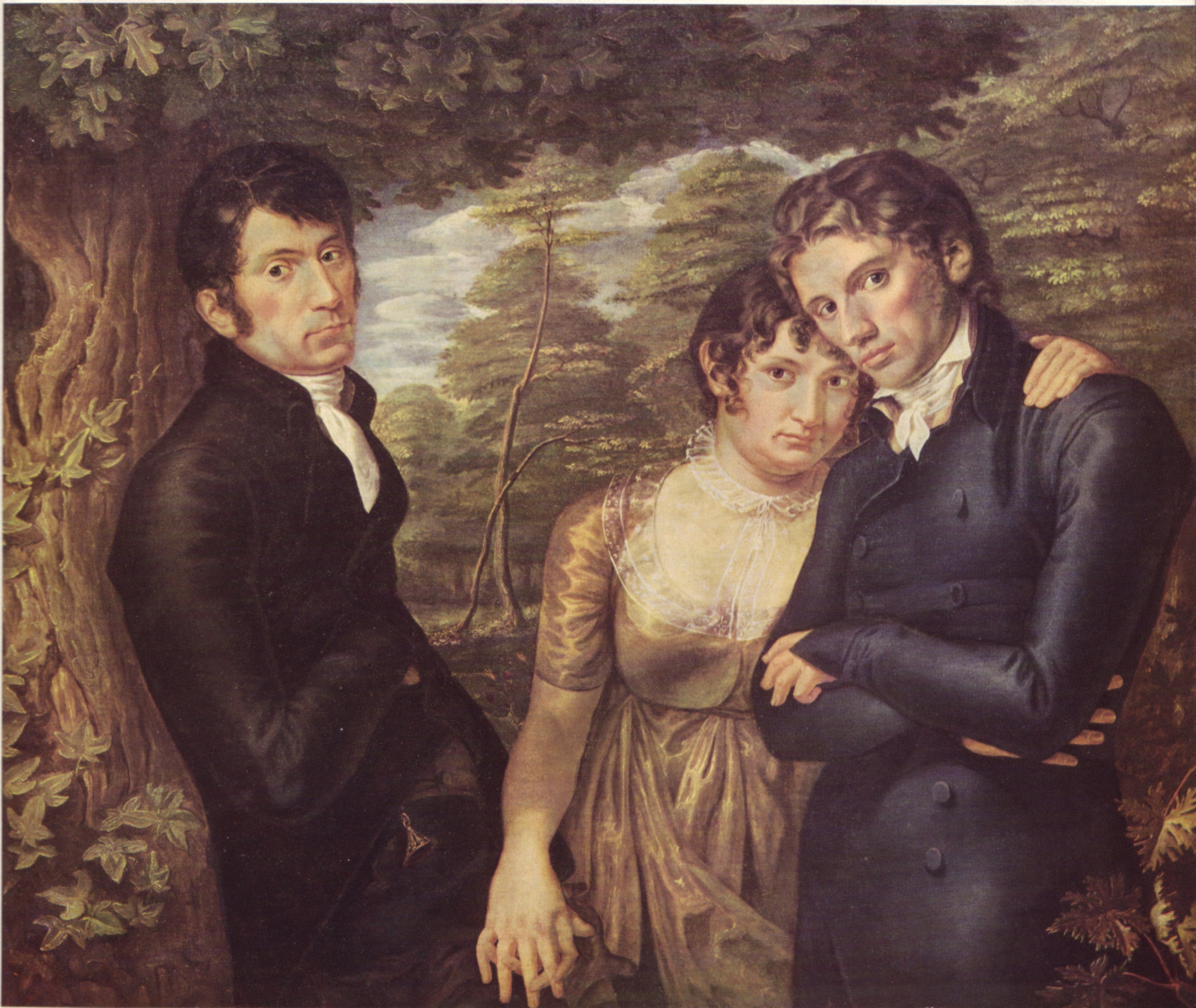
Johann Daniel Runge (links), die Frau des Malers Pauline und der Maler (rechts)
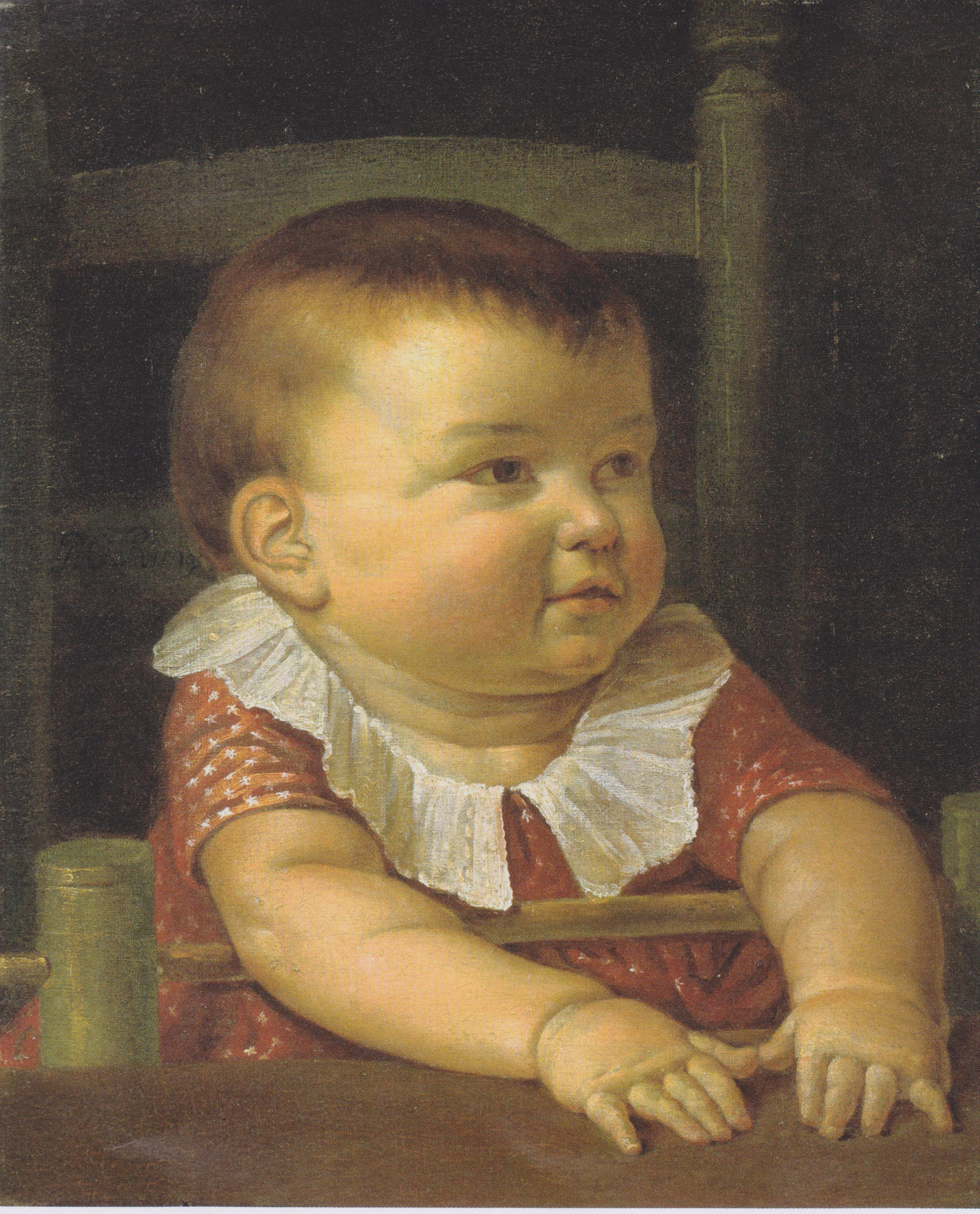
Otto Sigismund, Sohn des Malers Philipp Otto
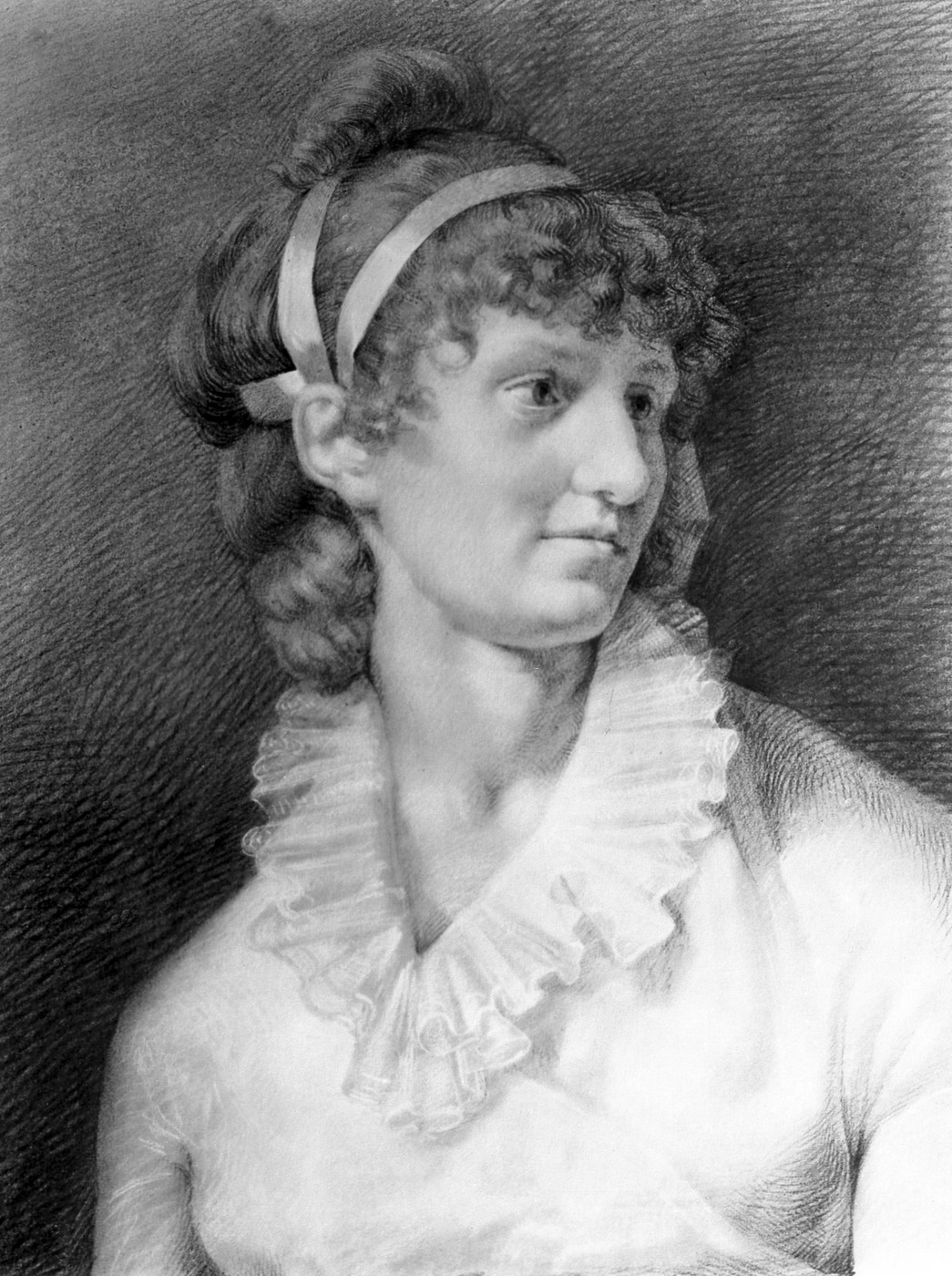
Eine der Schwestern des Künstlers
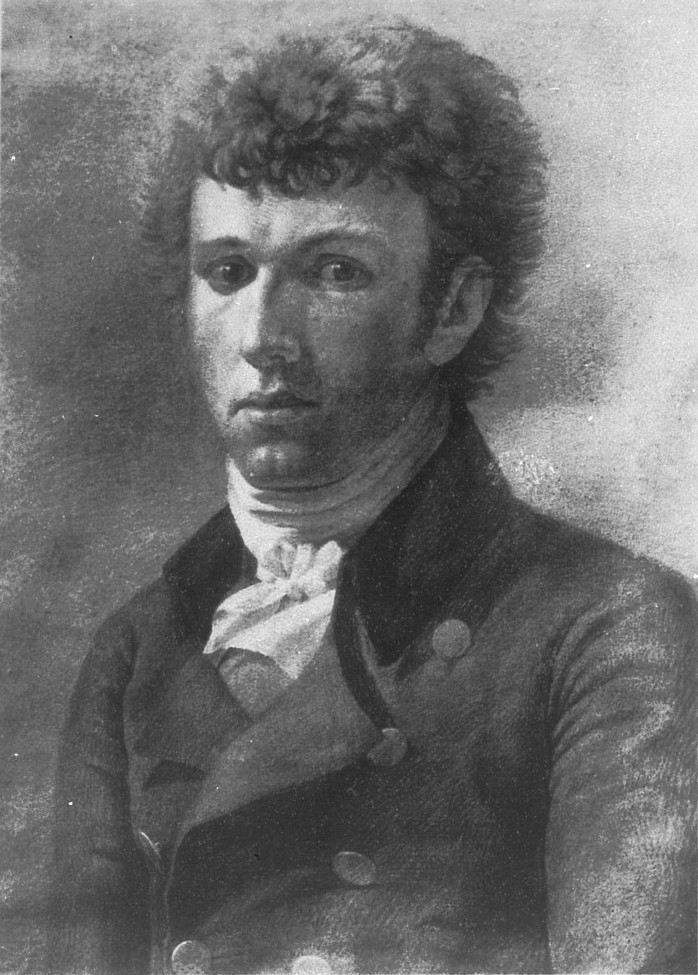
Der Bruder Karl Hermann